# FDM Group
FDM Group Limited er en britisk multinational it-konsulentvirksomhed med hovedkvarter i London. Virksomhedens konsulentydelser er primært målrettet finansielle servicevirksomheder.
FDI blev etableret i Brighton af Rod Flavell og hans kone Jacqueline Flavell i 1990.